# Halowe Mistrzostwa Czech w Lekkoatletyce 2017
Halowe Mistrzostwa Czech w Lekkoatletyce w 2017 – halowe zawody lekkoatletyczne organizowane przez Český atletický svaz, które odbyły się 25 i 26 lutego w Pradze.

## Rezultaty
| PB - rekord życiowy \| SB - najlepszy wynik w sezonie \| NR – halowy rekord kraju |

### Mężczyźni
| Konkurencja:              | 1. miejsce                                                         | Rezultat | 2. miejsce                                                        | Rezultat | 3. miejsce                                                                | Rezultat |
| Bieg na 60 m              | Jan Veleba                                                         | 6,69     | Zdeněk Stromšík                                                   | 6,71     | Dominik Záleský                                                           | 6,75     |
| Bieg na 200 m             | Pavel Maslák                                                       | 20,57    | Jan Jirka                                                         | 20,99    | Patrik Šorm                                                               | 21,19    |
| Bieg na 400 m             | Michal Desenský                                                    | 48,04    | Albert Holibka                                                    | 48,24    | Vít Müller                                                                | 48,62    |
| Bieg na 800 m             | Filip Šnejdr                                                       | 1:50,28  | Vojtěch Mlynář                                                    | 1:50,42  | Lukáš Hodboď                                                              | 1:50,86  |
| Bieg na 1500 m            | Jan Kubista                                                        | 3:50,11  | Jakub Zemaník                                                     | 3:52,74  | Josef Šimsa                                                               | 3:55,41  |
| Bieg na 3000 m            | Filip Sasínek                                                      | 8:13,22  | David Kučera                                                      | 8:20,69  | Lukáš Kourek                                                              | 8:24,00  |
| Bieg na 60 m przez płotki | Petr Svoboda                                                       | 7,55     | Adam Helcelet                                                     | 7,84     | Václav Sedlák                                                             | 7,88     |
| Sztafeta 4 × 200 m        | Slavia Praha Michal Tlustý Vojtěch Svoboda Matěj Mach Filip Šnejdr | 1:26,20  | AK ŠKODA Plzeň Filip Ličman Daniel Maruštík Martin Hes Jiří Kubeš | 1:26,68  | Sokol České Budějovice Tomáš Němejc Štěpán Bosák Matouš Boudný Jiří Polák | 1:27,41  |
| Skok wzwyż                | Martin Heindl                                                      | 2,26     | Jaroslav Bába                                                     | 2,14     | Matyáš Dalecký                                                            | 2,10     |
| Skok o tyczce             | Jan Kudlička                                                       | 5,40     | Michal Balner                                                     | 5,40     | Dan Bárta                                                                 | 5,01     |
| Skok w dal                | Adam Zelinka                                                       | 7,53     | Milan Pírek                                                       | 7,40     | Filip Navrátil                                                            | 7,28     |
| Trójskok                  | Jiří Zeman                                                         | 15,70    | Filip Dittrich                                                    | 15,20    | Matyáš Vrtiška                                                            | 15,12    |
| Pchnięcie kulą            | Ladislav Prášil                                                    | 20,84    | Martin Novák                                                      | 18,93    | Jan Marcell                                                               | 18,85    |
| Siedmiobój                | Adam Helcelet                                                      | 6188     | Jiří Sýkora                                                       | 5985     | Marek Lukáš                                                               | 5879     |

### Kobiety
| Konkurencja:              | 1. miejsce                                                                         | Rezultat | 2. miejsce                                                                         | Rezultat | 3. miejsce                                                                    | Rezultat |
| Bieg na 60 m              | Barbora Procházková                                                                | 7,32     | Klára Seidlová                                                                     | 7,39     | Jana Slaninová                                                                | 7,51     |
| Bieg na 200 m             | Denisa Rosolová                                                                    | 23,68    | Barbora Dvořáková                                                                  | 23,86    | Zuzana Hejnová                                                                | 24,06    |
| Bieg na 400 m             | Marcela Pírková                                                                    | 54,16    | Barbora Malíková                                                                   | 54,20    | Alena Symerská                                                                | 54,33    |
| Bieg na 800 m             | Kateřina Hálová                                                                    | 2:03,89  | Alena Ulrichová                                                                    | 2:04,63  | Eliška Kutrová                                                                | 2:10,08  |
| Bieg na 1500 m            | Diana Mezuliáníková                                                                | 4:26,41  | Michaela Drábková                                                                  | 4:27,31  | Lucie Maršánová                                                               | 4:28,30  |
| Bieg na 3000 m            | Simona Vrzalová                                                                    | 9:04,84  | Lucie Sekanová                                                                     | 9:22,65  | Moira Stewartová                                                              | 9:23,50  |
| Bieg na 60 m przez płotki | Lucie Koudelová                                                                    | 8,19     | Kateřina Cachová                                                                   | 8,29     | Karolina Hlavatá                                                              | 8,47     |
| Sztafeta 4 × 200 m        | Sokol SG Plzeň-Petřín Martina Štychová Sára Čelišová Linda Suchá Kristýna Adlerová | 1:39,11  | Dukla Praha Barbora Dvořáková Kateřina Dvořáková Tereza Semecká Karolína Jirmanová | 1:39,15  | Olymp Brno Karolína Strnadová Markéta Škaldová Edita Sklenská Lucie Krupařová | 1:40,40  |
| Skok wzwyż                | Michaela Hrubá                                                                     | 1,86     | Nikola Strachová                                                                   | 1,83     | Eliška Klučinová                                                              | 1,80     |
| Skok o tyczce             | Romana Maláčová                                                                    | 4,50     | Amálie Švábíková                                                                   | 4,40     | Nikol Jiroutová                                                               | 4,35     |
| Skok w dal                | Jana Korešová                                                                      | 6,35     | Michaela Kučerová                                                                  | 6,01     | Nikola Čejchanová                                                             | 5,95     |
| Trójskok                  | Šárka Buranská                                                                     | 12,58    | Dominika Horniaková                                                                | 12,51    | Karolína Jirmanová                                                            | 12,45    |
| Pchnięcie kulą            | Jana Kárníková                                                                     | 15,56    | Petra Klementová                                                                   | 15,39    | Lada Cermanová                                                                | 14,34    |
| Pięciobój                 | Kateřina Dvořáková                                                                 | 3957     | Denisa Majerová                                                                    | 3853     | Barbora Zatloukalová                                                          | 3709     |